# Halo: Reach
Halo: Reach är ett förstapersonsskjutarspel för Xbox 360 inom Halo-spelserien. Spelet är utvecklat av Bungie och distribuerat av Microsoft Game Studios. Reach släpptes den 14 september 2010 i Nordamerika, Europa och Australien, samt den 15 september 2010 i Japan. Spelet utspelar sig år 2552, en period när mänskligheten befinner sig i krig med utomjordingarna "the Covenant". Spelaren styr Noble 6, en medlem av en supersoldatstrupp, under slaget om planeten Reach.
Efter den första dagen efter releasen hade Bungie tjänat in över 200 miljoner dollar av spelet, vilket överträffar Halo 3:s rekord på 170 miljoner dollar.

## Handling
Halo Reach kretsar kring Spartan III-soldaterna i gruppen Noble team. Dessa spartaner, som tillhör den tredje generationen av spartaner (Master Chief är en Spartan II. Endast Jorge i Noble team tillhör generation 2), blir skickade till en radarstation som man tappat kontakten med, för att undersöka orsaken till dess tystnad. Det visar sig snart att Covenanterna har anlänt och att Reachs öde med dess 700 miljoner invånare är beseglat. 

## Nyheter
Då Halo Reach utspelar sig ett par veckor före Halo: Combat Evolved har Bungie låtit Covenanterna tala sitt eget språk igen och man möter ännu en gång Elites. En ny under-ras har också introducerats; Skirmishers. Dessa är en speciell ras av Jackaler (Jackals) som är starkare och snabbare.
Nya vapen finns tillgängliga som DMR, vilket ersätter Battle Rifle, samt nya vapen som Concussion Rifle, Neddler Rifle, Plasma launcher och Target Locator. Tre nya fordon har också lagts till; Falcon (en sorts uppgraderad Hornet från Halo 3), Revenant och Rocket Warthog. Bungie hoppas på att Falcon ska bli luftens Warthog. Armor Abilities är också en stor nyhet i Halo: Reach. Rankingsystemet och Commendations är andra exempel på nyheter.

## Service Record
Varje spelare har ett eget Service Record. Här lagras en mängd data om spelarens spelkarriär, vilket alla spelare har tillgång till. Man kan gå in på vems Service Record som helst och titta på en mängd statistik beträffande ägaren. Bland annat kan spelaren se hur många matcher denne har vunnit, hur många kills respektive deaths som spelaren har, inom flerspelarläget men också i Firefight, Campaign och Custom Games. Spelarens emblem och spelkaraktär visas också, samt dennes nuvarande rank.

## Rankingsystemet
Rankingsystemet i Halo: Reach är stort förändrat i jämförelse till det system som användes i Halo 3. En spelares rank i Halo 3 var beroende på två faktorer, hur många matcher spelaren hade vunnit och vilken nivå spelaren hade uppnått, till skillnad från Halo 3 använder Halo: Reach sig av ett system där spelarens rank avgörs av antalet intjänade Credits (cR) spelaren har samlat ihop. Efter varje avslutad match tilldelas ett visst antal cR till matchens deltagare. Antalet beror på flera saker, till exempel hur spelaren presterade under matchen, hur länge matchen pågick, med mer. Samtliga ranker redovisas nedan.
1. Recruit
2. Private - tilldelas vid 7 500 cR (+7 500 cR)
3. Corporal - tilldelas vid 10 000 cR (+2 500 cR)
4. Corporal Grade 1 - tilldelas vid 15 000 cR (+5 000 cR)
5. Sergeant - tilldelas vid 20 000 cR (+5 000 cR)
6. Sergeant Grade 1 - tilldelas vid 26 250 cR (+6 250 cR)
7. Sergeant Grade 2 - tilldelas vid 32 500 cR (+6 250 cR)
8. Warrant Officer - tilldelas vid 45 000 cR (+12 500 cR)
9. Warrant Officer Grade 1 - tilldelas vid 78 000 cR (+33 000 cR)
10. Warrant Officer Grade 2 - tilldelas vid 111 000 cR (+33 000 cR)
11. Warrant Officer Grade 3 - tilldelas vid 144 000 cR (+33 000 cR)
12. Captain - tilldelas vid 210 000 cR (+66 000 cR)
13. Captain Grade 1 - tilldelas vid 233000 cR (+23 000 cR)
14. Captain Grade 2 - tilldelas vid 256 000 cR (+23 000 cR)
15. Captain Grade 3 - tilldelas vid 279 000 cR (+23 000 cR)
16. Major - tilldelas vid 325 000 cR (+46 000 cR)
17. Major Grade 1 - tilldelas vid 350 000 cR (+25 000 cR)
18. Major Grade 2 - tilldelas vid 375 000 cR (+25 000 cR)
19. Major Grade 3 - tilldelas vid 400 000 cR (+25 000 cR)
20. Lt. Colonel - tilldelas vid 450 000 cR (+50 000 cR)
21. Lt. Colonel Grade 1 - tilldelas vid 480 000 cR (+30 000 cR)
22. Lt. Colonel Grade 2 - tilldelas vid 510 000 cR (+30 000 cR)
23. Lt. Colonel Grade 3 - tilldelas vid 540 000 cR (+30 000 cR)
24. Commander - tilldelas vid 600 000 cR (+60 000 cR)
25. Commander Grade 1 - tilldelas vid 650 000 cR (+50 000 cR)
26. Commander Grade 2 - tilldelas vid 700 000 cR (+50 000 cR)
27. Commander Grade 3 - tilldelas vid 750 000 cR (+50 000 cR)
28. Colonel - tilldelas vid 850 000 cR (+100 000 cR)
29. Colonel Grade 1 - tilldelas vid 960 000 cR (+110 000 cR)
30. Colonel Grade 2 - tilldelas vid 1 070 000 cR (+110 000 cR)
31. Colonel Grade 3 - tilldelas vid 1 180 000 cR (+110 000 cR)
32. Brigadier - tilldelas vid 1 400 000 cR (+220 000 cR)
33. Brigadier Grade 1 - tilldelas vid 1 520 000 cR (+120 000 cR)
34. Brigadier Grade 2 - tilldelas vid 1 640 000 cR (+120 000 cR)
35. Brigadier Grade 3 - tilldelas vid 1 760 000 cR (+120 000 cR)
36. General - tilldelas vid 2 000 000 cR (+240 000 cR)
37. General Grade 1 - tilldelas vid 2 200 000 cR (+200 000 cR)
38. General Grade 2 - tilldelas vid 2 350 000 cR (+150 000 cR)
39. General Grade 3 - tilldelas vid 2 500 000 cR (+150 000 cR)
40. General Grade 4 - tilldelas vid 2 650 000 cR (+150 000 cR)
41. Field Marshall - tilldelas vid 3 000 000 cR (+350 000 cR)
42. Hero - tilldelas vid 3 700 000 cR (+700 000 cR)
43. Legend - tilldelas vid 4 600 000 cR (+900 000 cR)
44. Mythic - tilldelas vid 5 650 000 cR (+1 050 000 cR)
45. Noble - tilldelas vid 7 000 000 cR (+1 350 000 cR)
46. Eclipse - tilldelas vid 8 500 000 cR (+1 500 000 cR)
47. Nova - tilldelas vid 11 000 000 cR (+2 500 000 cR)
48. Forerunner - tilldelas vid 13 000 000 cR (+3 000 000 cR)
49. Reclaimer - tilldelas vid 16 500 000 cR (+3 000 000 cR)
50. Inheritor- tilldelas vid 20 000 000 cR (+3 500 000 cR)

## Commendations
Commendations är en nyhet i Halo: Reach, som fungerar som en utmärkelse för prestation inom ett särskilt område. Exempelvis efter att ha fått tillräckligt många Assists i Campaign får man Commendationen Support Role. Eller om spelaren fått tillräckligt många kills med precision weapon (till exempel Sniper Rifle) i Multiplayer får man commendationen Crackshot. Man kan dessutom stiga i nivå inom varje commendation. Första graden heter Iron, och är relativt lätt att få i alla commendations. Sedan fortsätter nivåerna med Bronze, Silver, Gold och slutligen Onyx. Exempelvis krävs det bara några hundra precision weapon kills för att få Iron i commendationen Crackshot, medan det krävs 20.000 för Onyx. Varje gång som spelaren når upp till någon av dessa nivåer, eller milstolpar, belönas man med en varierad summa cR.

## The Armory
I Halo: Reach finns det enormt utökade möjligheter att designa sin egen spelkaraktär. En mängd rustningar och tillbehör kan köpas för intjänade cR i The Armory. Exempel på nyheter jämfört med Halo 3 är att man nu kan bestämma vilken färg på visiret man vill ha. Dessutom kan man köpa Armor effects, ett exempel är Inclement Weather, som omger spelaren med blixtar och Heart Attack, som omger en med enstaka bevingade hjärtan, för att sedan spruta ut ett tjugotal när man dör.

## Kampanj
Enspelarkampanjen i Halo Reach består av 9 banor. Här följer en lista över dessa samt beskrivningen som Bungie har gett. Det finns en extra bonusbana i slutet.
- Winter Contingency "There's a disturbance on the frontier"
- ONI: Sword Base "Covenant are attacking a vital ONI base. Drive the bastards off"
- Nightfall "Move in behind enemy lines and evaluate the opposition"
- Tip of the Spear "Two massive armies clash! Time to go to war against the Covenant"
- Long Night of Solace "Move up the beach and secure the launch facility. Take the battle to the Covenant Super Carrier"
- Exodus"All is not lost. Evacuate civilians from an occupied city"
- New Alexandria "Provide air support in a forest of crumbling skyscrapers"
- The Package "Your orders are to destroy Sword Base... Or are they?
- The Pillar of Autumn "Deliver Halsey's data package to the Pillar of Autumn"

## Svårighetsgrader
Det finns fem, eller snarare fyra, olika svårighetsgrader i spelet:
1. Easy "Laugh as helpless victims flee in terror from their inevitable slaughter. Achievements cannot be unlocked on this difficulty"
2. Normal "Face firm resistance from competent, determined enemies, but burn through enough ammo and you will eventually triumph"
3. Heroic "Fight against formidable foes that will truly test your skill and wits; this is the way Halo is meant to be played"
4. Legendary "Tremble as teeming hordes of invincible alien monsters punish the slightest error with instant death... again and again"
5. (Mythic) Denna svårighetsgrad skiljer sig från de andra eftersom det är spelarna som kommit på den. Den finns alltså inte att välja bland de övriga utan måste ställas in själv. Mythic går ut på att man har alla skulls aktiverade samt spelar på Legendary. Kallas ibland för L.A.S.O (Legendary, All Skulls On)

## Skulls
Det finns 13 skulls som man kan aktivera innan man startar en match. Dessa skulls förändrar olika saker. En skull ger exempelvis motståndarna dubbelt så mycket liv, medan en annan gör att det finns hälften så mycket ammunition på banan.
1. Iron Spelar man ensam startar banan om när man dör. Spelar man i samarbetsläget börjar man om från senaste checkpointen.
2. Black Eye Sköldar kan bara laddas upp genom beat downs.
3. Tough Luck Alla motståndare är bättre. De flyr aldrig, undviker alltid granater osv.
4. Catch Fienden tenderar att kasta mer granater.
5. Cloud Radarn är borttagen.
6. Famine Alla vapen har 50% av normala ammunitionsmängden.
7. Thunderstorm Alla motståndare har fått stora uppgraderingar.
8. Tilt Spartanernas vapen skadar mindre på Covenanten och vice versa.
9. Mythic Alla AIs har dubbelt så mycket liv.
10. IWHBYD Vanliga stridsrop byts ut mot udda.
11. Grunt Birthday När en grunt dör ger de ifrån sig konfetti.
12. Cowbell Explosioners accelerationsskala är 3x.
13. Blind Blindheten består i att siktet, vapnet, ammunitionsmätarna och allt annat försvinner.

## Multiplayer

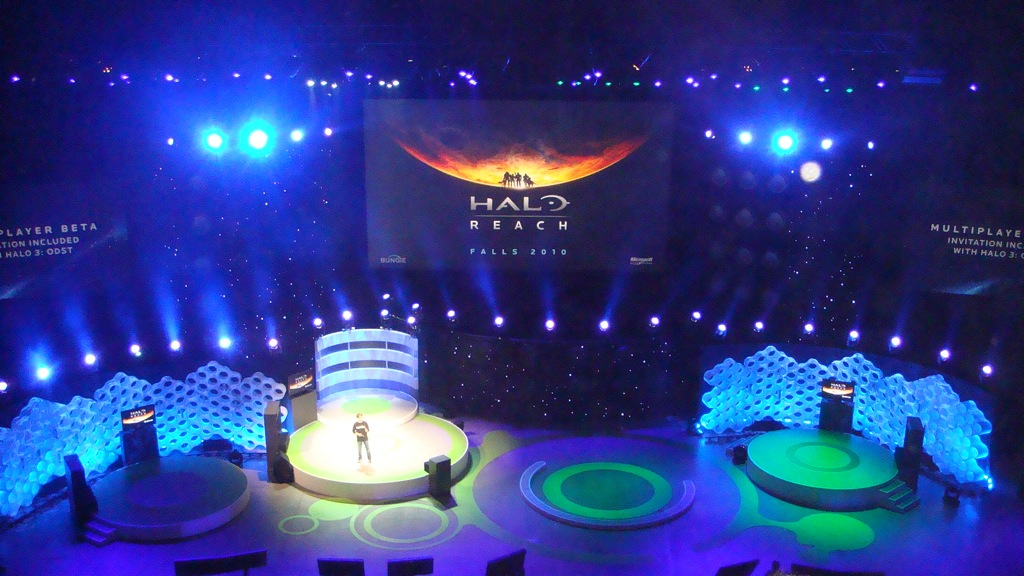
Halo: Reach som presenterades i E3-mässan den 1 juni 2009.

I spelets flerspelarläge, Matchmaking, får spelaren möjlighet att spela online via Xbox Live med flera personer över hela världen. Bungie antydde att multiplayermatcherna kommer att bli större än i tidigare Halo-spel. Det blev ingen kraftig ökning men ändå en ökning. Bungie släppte också en multiplayerbeta i maj 2010. För att kunna delta i betan behövde man ha köpt ett exemplar av Halo 3: ODST.

## Playlists
Det finns 19 playlists på Halo: Reach, men antalet kan variera eftersom Bungie uppdaterar spelet med jämna mellanrum. Man kan säga att en playlist är en sorts speltyp. Det är stor variation. Man kan spela exempelvis 2v2, 4v4, och 8v8, samt alla mot alla. Dessutom finns det specialplaylists, där alla exempelvis startar med Sniper, eller utan sköld. Det finns också möjlighet att spela Co-op campaign online, samt Firefight.

## Armor Abilities
En stor skillnad från Halo 3 är de s.k armor abilities (AA). En armor ability är en egenskap, till exempel osynlighet eller förmågan att springa snabbt under en viss period. Dessa väljs vid start. Här följer en lista över alla armor abilities, samt tips till varje. Samtliga AA:s går att använda upprepade gånger under samma liv. Alla armor abilities är användbara i olika tillfällen och de har alla sina fördelar.
- Active Camouflage: Denna AA ger spelaren förmågan att bli osynlig under en begränsad tid. Ju snabbare man rör sig, desto mindre osynlig blir spelaren. Att krypa fram är alltså att föredra framför att springa. När osynligheten fungerar stör man dock spelarens egen samt fiendernas radar. Att störa fiendernas radar kan vara mycket användbart. Speciellt om man spelar en bana med flera nivåer. Att croucha är också att föredra framför att röra sig normalt eftersom man då blir mer osynlig och alltså svårare att upptäcka.

- Armor Lock: När Armor Lock aktiveras blir spelaren odödlig och fryser på stället. Om man avbryter Armor Lock i en fiendes direkta närhet kommer denne förlora sin sköld. Det är möjligt att ladda upp sina sköldar i fryst tillstånd. Om Armor Lock avbryts i närheten av ett fientligt fordon kommer detta att slås ut av en s.k EMP blast. Detta gör det möjligt att borda eller förstöra fordonet. Om man blir påkörd i full hastighet när spelaren har Armor Lock aktiverat, kommer fordonet att gå sönder. Ett annat användbart knep är att gå in i Armor Lock direkt innan en motståndare slår till mot spelaren. Gå sedan direkt ut igen, motståndarens sköldar kommer då att slås ut, och man kommer då få en enkel poäng.

- Drop Shield: Fungerar ungefär som 3:ans Bubble Shield. En bubbla placeras vid den spelare som aktiverar AA:n. Man kan inte skjuta igenom bubblan, som dock försvinner efter ett litet tag. Intressanta egenskaper med Drop Shielden är att den går att förstöra, samt att spelare inuti laddar upp sitt liv, dock inte skölden. När man spelar Firefight, är det att rekommendera att en i laget har Drop Shield. På så sätt kan spelare som förlorat liv ladda upp det i skölden, och man sparar på så sätt Health Packs.

- Evade: Denna AA tillåter spelaren att rulla, högst två gånger åt gången, i markerad riktning. Användbar för att undvika skott eller för att tillryggalägga mindre sträckor. Denna AA är extremt praktisk för att snabbt ta sig över banan. Dels för att den snabbt laddar upp. Om man hoppar direkt efter att ha evadat kommer hoppet att förlängas, vilket är användbart. Evade är också effektiv i strid, speciellt på kartor med mycket hinder som man kan rulla in bakom. I man mot man strider där båda spelare förlorat skölden är det effektivt att evada för att förvirra motståndaren, och vinna tid för att pricka det sista skottet.

- Hologram: Skapar ett hologram, en kopia av spelaren, som kommer springa rakt åt det håll som spelaren skickar iväg den åt. Hologrammet kan inte skjuta och syns som en vit prick på radarn. Hologram är användbart i Infection, eftersom man kan lura zombierna. Det är också effektivt i banor med mycket hörn och hinder, eftersom man då lätt kan förvirra förbipasserande motståndare.

- Jet Pack: Ger spelaren ett jetpack, vilket ger spelaren förmågan att flyga. Användbar för att till exempel överleva fall eller för att få den fördelaktiga positionen ovanför motståndaren. Jetpack kan användas till att ta sig till olika s.k sniping spots, men också för att snabbt ta sig fram på banan. Den ger också möjlighet att se stora delar av banan och skapa sig en uppfattning om stridsläget.

- Sprint: När Sprint är aktiverat springer spelaren snabbare under en kort period. Att hoppa precis innan Sprint tar slut ger extra längd till hoppet, något som kan vara oväntat användbart i vissa situationer. Annars är AA:n bra för att tillryggalägga mindre sträckor på kort tid. Sprint är att föredra på banor med öppna terränger, där man vill tillryggalägga ett öppet parti snabbt.

## Custom Games
I denna del av spelet är det spelaren som arrangerar matchen. Man bjuder in vänner eller andra spelare, och sedan kan spelaren fritt välja bland spelets alla speltyper. Man kan även ställa in en mängd olika inställningar, som till exempel hur snabbt man springer, hur mycket sköld man har och så vidare.

## Firefight
Firefight är ett spelsätt som introducerades i Halo 3: ODST. Det går ut på att man ensam eller i en liten trupp ska överleva så många ronder som möjligt. Under varje rond kommer nya fiendevågor in. Efter 5 avklarade ronder börjar man ett nytt set, och svårighetsnivån trappas då upp. Man har i de flesta Firefight matcher begränsat antal liv. Tar liven slut tar även matchen slut. Firefight går att spela i Matchmaking.

## Forge
Denna del introducerades i Halo 3. Här har spelaren möjlighet att själv kunna skapa och bygga om banor. En del nyheter finns, den största är förmodligen att Forge World tillkommit. Forge World är en enorm bana med en mängd olika terränger. Det finns öar, berg, vatten och hangarer m.m., där man kan skapa (forga) så mycket man vill.

## Theater
I Theater kan spelaren titta på sina 25 senast spelade multiplayermatcher, samt sparade klipp och även hela matcher. Denna möjlighet, som inte är en nyhet, har gjort att Halo slagit igenom på hemsidor som till exempel Youtube där spelare samlar sina bästa klipp och gör en film av dessa.